# The Bulldog Trust

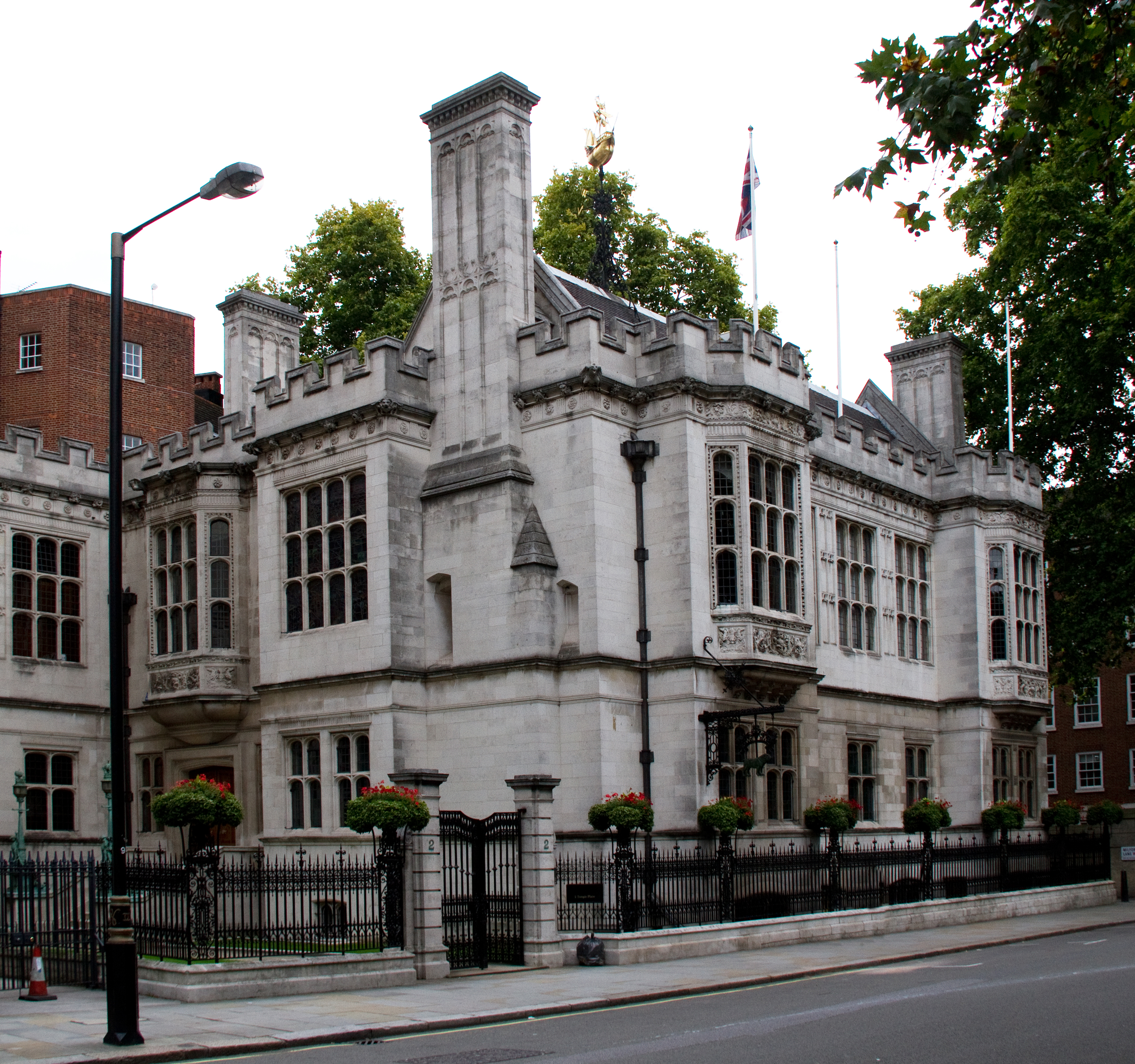
2 Temple Place. Sitz des Bulldog Trusts in London

The Bulldog Trust ist eine gemeinnützige Stiftung zur Förderung und Begünstigung der Philanthropie. Es wurde 1983 von Richard Q. Hoare OBE gegründet, um Wohltätigkeitsorganisationen mit unmittelbaren finanziellen Schwierigkeiten zu unterstützen und zu beraten. Im März 2017 startete der Bulldog Trust das Programm „The Fore“, um die Entwicklung von Wohltätigkeitsorganisationen und sozialen Unternehmen im Frühstadium zu unterstützen, indem er Finanzierung und Fachwissen sowie die Gelegenheit zum Austausch von Fachkompetenz zur Verfügung stellte.
Die Stiftung hat ihren Sitz unter der Adresse Two Temple Place am Victoria-Uferdamm in der City of London.